# Korg M1
Korg M1 — цифровой синтезатор компании Korg, выпускавшийся в период с 1988 года по 1995 год. Считается самым продаваемым синтезатором в истории (продано около 250 000 экземпляров), по этому параметру он обошёл Yamaha DX7, Roland D-50 и другие менее известные модели. Звуки синтезатора стали очень узнаваемыми, потому что использовались в бесчисленном количестве хитов популярных исполнителей.
Благодаря наличию в заводской поставке семплированных звуков, относится к классу ромплеров, при этом рядом специалистов считается первой массовой музыкальной рабочей станцией. На момент выпуска синтезатор обладал выдающимися для своего времени техническими характеристиками, обладал большой палитрой семплированных акустических и синтетических звуков, качественным процессором эффектов, встроенным секвенсором, благодаря чему целые треки можно было записать с помощью одного инструмента.
«Хаус-пиано» синтезатора в таких композициях как «Right On Time» Black Box и «Pump Up the Jam» Technotronic способствовало популяризации жанра «хип-хаус» и стало эталоном звучания евродэнса. Также одним из широко известных применений синтезатора стало его использование группой Queen в альбоме Innuendo (звук Orchestra в «The Show Must Go On», звук Ooh Ahh в «I’m Going Slightly Mad», звук Universe в «Don’t Try So Hard»).

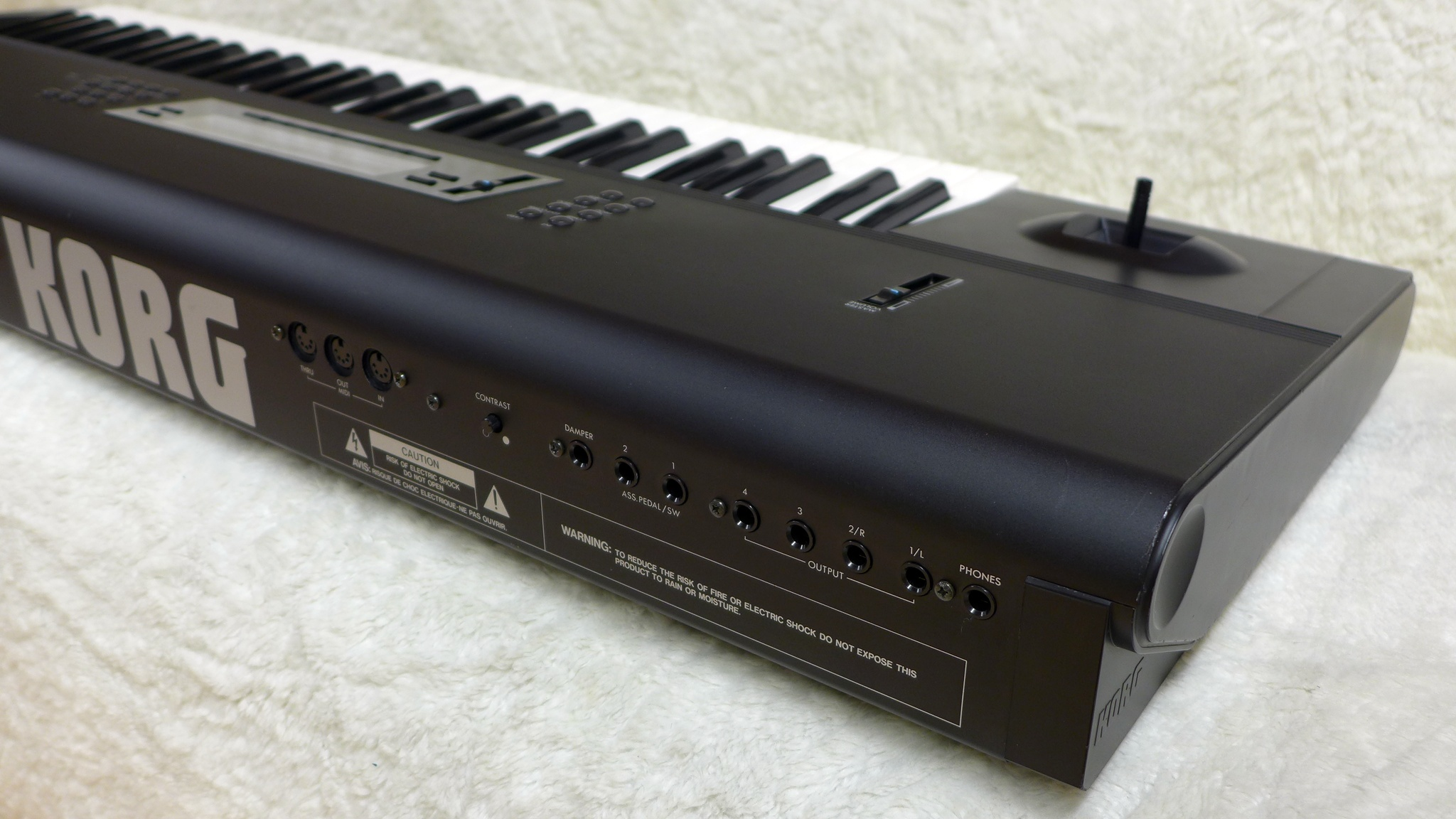
задняя панель Korg M1

Пользуясь успехом M1, компания Korg последовательно выпускала новые версии модели, внося улучшения:
- Серия T (1989: T1/T2/T3)
- Серия 0 (ноль) (1991: 01/W,01/WFD,01/W Pro,01/W ProX)
- Серия X (1993: X2/X3, 1995: X5,X5D)
- Серия N (1996: Korg N364/264, 1997: NS5R, 1998: N1/N5/N1R, 1999: NX5R)

Была также выпущена рэк-версия M1 — M1R, занимающая высоту 2U. В 1995 году модель снята с производства, её место заняла модель Korg Trinity.
В 2004 Korg выпустила VST-версию синтезатора, реализующую, помимо заводских звуков, звуки со всех карт расширения, выпущенных для M1 и Т-серии.